# Голівочка дрібноланцюжкова
Голівочка дрібноланцюжкова (Cephalozia catenulata) — вид печіночників порядку юнгерманіальних (Jungermanniales).
Таксон вважається синонімом до Fuscocephaloziopsis catenulata (Huebener) Váňa & L. Söderstr.

## Поширення
Батьківщиною є Європа, Макаронезія, Азія, Північна Америка.
Вид вимагає кислого і вологого субстрату в переважно затінених місцях. У районах Альп з великою кількістю опадів він зазвичай росте на гнилій, сильно розкладеній мертвій деревині, лише рідко на інших субстратах, таких як силікатна порода, суглинистий ґрунт або перегній.

## Характеристика
Це розпростерті рослини від зеленого до коричневого кольору і шириною 0,5 міліметра. Більш-менш віддалені та похилі листки не спускаються або ледь спускаються вниз по стеблу, часто загнуті вгору з одного боку. Верхня половина листка розділена на дві загострені, зазвичай прямі частки. Верхівка часток листка закінчується однією-двома однорядними клітинами. Клітини в середині листа мають розмір приблизно від 15 до 30 мікрометрів, а також більші біля основи листа. Статевий розподіл дводомний. Формування розплідного тіла відбувається рідко.